# Leontien van Moorsel
Leontien Zijlaard-van Moorsel (nacida como Leontine van Moorsel, Boekel, 22 de marzo de 1970) es una deportista neerlandesa que compitió en ciclismo en las modalidades de ruta y pista, especialista en las pruebas de contrarreloj y persecución. Ha sido cuatro veces campeona olímpica (tres medallas de oro en Sídney 2000 y una en Atenas 2004, tanto en pista como en carretera), ocho veces campeona mundial (cuatro en carretera y cuatro en pista), lo que la convierte en una de las ciclistas femeninas más laureadas de la historia y la que tiene la mayor cantidad de metales olímpicos, 6 medallas totales.
Participó en tres Juegos Olímpicos de Verano, entre los años 1992 y 2004, obteniendo en total seis medallas: en Sídney 2000, tres de oro (ruta, contrarreloj y persecución individual) y una de plata (puntuación), y en Atenas 2004, una de oro (contrarreloj) y una de bronce (persecución individual).
Ganó cinco medallas en el Campeonato Mundial de Ciclismo en Ruta entre los años 1991 y 1999.
En pista obtuvo cinco medallas en el Campeonato Mundial de Ciclismo en Pista entre los años 1990 y 2003, y una medalla de plata en el Campeonato Europeo de Ómnium de 1998.
Desde 1995 está casada con el también ciclista de pista Michael Zijlaard, del que tomó su apellido.

## Biografía
Comenzó su carrera a finales de los años 80, y pronto se convirtió en una de las mejores ciclistas del panorama internacional. Consiguió decenas de victorias en los años 90, sin embargo, debido a que el ciclismo femenino no era profesional las tuvo que conseguir como amateur, debutando definitivamente como profesional en el año 1997. Ganó carreras importantes tanto en pista como en carretera. En la primera mitad de la década de 1990 ganó el Tour de Francia femenino en dos ocasiones.
Abandonó el ciclismo en 1994 a causa de una serie de desórdenes psicológicos incluyendo una anorexia nerviosa. Con la ayuda de Michael Zijlaard, con quien se casó en 1995, se sobrepuso a estos problemas y regresó al ciclismo profesional, aunque sin esperanzas de volver al nivel de años anteriores.
Sin embargo, fue seleccionada por su país para competir en el Campeonato Mundial de 1998, la que era su primera gran competición en cuatro años. Van Moorsel sorprendió y se hizo con el oro en la prueba de contrarreloj y la plata en ruta.
En los Juegos Olímpicos de Sídney 2000, Van Moorsel fue una de las deportistas con más éxito. Ganó tres medallas de oro, en las pruebas de contrarreloj y en línea de ciclismo en ruta y en la prueba de persecución en pista. En Atenas 2004 partía de nuevo entre las favoritas para la carrera en ruta, pero sufrió una caída en la penúltima vuelta. A pesar de las heridas sufridas, tres días después defendió con éxito el título de la prueba contrarreloj.
Fue elegida mejor deportista neerlandesa en los años 1990, 1993, 1999, 2000, 2003 y 2004. Tras su participación en los Juegos de Atenas, Van Moorsel se retiró oficialmente del ciclismo profesional.

## Medallero internacional

### Ciclismo en ruta
| Juegos Olímpicos   | Juegos Olímpicos          | Juegos Olímpicos | Juegos Olímpicos |
| Año                | Lugar                     | Medalla          | Competición      |
| ------------------ | ------------------------- | ---------------- | ---------------- |
| 2000               | Sídney (Australia)        | Medalla de oro   | Ruta             |
| 2000               | Sídney (Australia)        | Medalla de oro   | Contrarreloj     |
| 2004               | Atenas (Grecia)           | Medalla de oro   | Contrarreloj     |
| Campeonato Mundial |                           |                  |                  |
| Año                | Lugar                     | Medalla          | Competición      |
| 1991               | Stuttgart (Alemania)      | Medalla de oro   | Contrarreloj     |
| 1993               | Oslo (Noruega)            | Medalla de oro   | Contrarreloj     |
| 1998               | Valkenburg (Países Bajos) | Medalla de oro   | Contrarreloj     |
| 1998               | Valkenburg (Países Bajos) | Medalla de plata | Ruta             |
| 1999               | Verona (Italia)           | Medalla de oro   | Contrarreloj     |

### Ciclismo en pista
| Juegos Olímpicos   | Juegos Olímpicos     | Juegos Olímpicos  | Juegos Olímpicos       |
| Año                | Lugar                | Medalla           | Competición            |
| ------------------ | -------------------- | ----------------- | ---------------------- |
| 2000               | Sídney (Australia)   | Medalla de oro    | Persecución individual |
| 2000               | Sídney (Australia)   | Medalla de plata  | Puntuación             |
| 2004               | Atenas (Grecia)      | Medalla de bronce | Persecución individual |
| Campeonato Mundial |                      |                   |                        |
| Año                | Lugar                | Medalla           | Competición            |
| 1990               | Maebashi (Japón)     | Medalla de oro    | Persecución individual |
| 1998               | Burdeos (Francia)    | Medalla de plata  | Persecución individual |
| 2001               | Amberes (Bélgica)    | Medalla de oro    | Persecución individual |
| 2002               | Ballerup (Dinamarca) | Medalla de oro    | Persecución individual |
| 2003               | Stuttgart (Alemania) | Medalla de oro    | Persecución individual |
| Campeonato Europeo |                      |                   |                        |
| Año                | Lugar                | Medalla           | Competición            |
| 1998               | Stettin (Polonia)    | Medalla de plata  | Ómnium                 |

## Palmarés
| 1988 (como amateur) - 2.ª en el Campeonato de los Países Bajos en Ruta 1989 (como amateur) - Campeonato de los Países Bajos en Ruta 1990 (como amateur) - Campeonato Mundial Persecución - Campeonato Mundial Contrarreloj por Equipos - Campeonato de los Países Bajos Persecución - Campeonato de los Países Bajos en Ruta - 1 etapa del Tour de l'Aude Femenino - 2.ª en el Tour de la CEE Femenino, más 2 etapas 1991 (como amateur) - Tour de l'Aude Femenino, más 2 etapas - 2.ª en el Tour de la CEE Femenino, más 6 etapas - Campeonato de los Países Bajos Persecución - Campeonato Mundial en Ruta - 3.ª en el Campeonato de los Países Bajos en Ruta 1992 - Tour de la CEE Femenino, más 3 etapas - Tour Cycliste Féminin, más 3 etapas - Campeonato de los Países Bajos en Ruta 1993 (como amateur) - 2.ª en el Tour de la CEE Femenino, más 3 etapas - Tour Cycliste Féminin, más 5 etapas - Campeonato de los Países Bajos en Ruta - Campeonato Mundial en Ruta 1997 - Campeonato de los Países Bajos Persecución - Campeonato de los Países Bajos Contrarreloj 1998 - 2.ª en el Campeonato Europeo Omnium - Campeonato de los Países Bajos Persecución - Campeonato de los Países Bajos Puntuación - Campeonato de los Países Bajos en Ruta - Campeonato de los Países Bajos Contrarreloj - Campeonato Mundial Contrarreloj - 2.ª en el Campeonato Mundial en Ruta 1999 - Novilon Internationale Damesronde van Drenthe - Holland Ladies Tour, más 2 etapas - Campeonato de los Países Bajos Persecución - Campeonato de los Países Bajos Puntuación - Campeonato de los Países Bajos en Ruta - Campeonato de los Países Bajos Contrarreloj - Campeonato Mundial Contrarreloj | 2000 - Campeonato de los Países Bajos Persecución - Campeonato de los Países Bajos Puntuación - Campeonato de los Países Bajos Contrarreloj - Juegos Olímpicos en Ruta - Juegos Olímpicos Contrarreloj - Campeonato Olímpico Persecución - 2.ª en el Campeonato Olímpico Puntuación - Trophée d'Or féminin, más 4 etapas - 3 etapas del Giro de Italia Femenino - 2.ª en el Campeonato de los Países Bajos en Ruta 2001 - Campeonato de los Países Bajos Persecución - Campeonato de los Países Bajos Puntuación - Campeonato Mundial Persecución - Campeonato de los Países Bajos Contrarreloj - 1 etapa del Giro de Italia Femenino - 1 etapa del Holland Ladies Tour - Emakumeen Euskal Bira, más 1 etapa 2002 - Novilon Internationale Damesronde van Drenthe - Campeonato de los Países Bajos Persecución - Campeonato de los Países Bajos Puntuación - Campeonato Mundial Persecución - Campeonato de los Países Bajos Contrarreloj - 1 etapa de la Emakumeen Euskal Bira - 2.ª en el Campeonato de los Países Bajos en Ruta 2003 - Campeonato Mundial 3 km Persecución - Récord de la hora - Omloop van Borsele - 1 etapa de la Emakumeen Euskal Bira - 2.ª en el Campeonato de los Países Bajos en Contrarreloj 2004 - Juegos Olímpicos Contrarreloj - 3.ª en el Campeonato Olímpico Persecución - Campeonato de los Países Bajos en Ruta |

## Equipos
- KNWU AMEV Batavus A-selectie Nederland (1992)
- VKS (1997)
- Opstalan (1998)
- Farm Frites (1999-2004)
  - Hartol-Farm Frites (1999)
  - Farm Frites-Hartol (2000-2002)
  - Farm Frites-Hartol Cycling Team  (2003)
  - Team Farm Frites-Hartol (2004)